# La Machina
 (février 2017).
Si vous disposez d'ouvrages ou d'articles de référence ou si vous connaissez des sites web de qualité traitant du thème abordé ici, merci de compléter l'article en donnant les références utiles à sa vérifiabilité et en les liant à la section « Notes et références ».
Pour plus de détails, voir Fiche technique et Distribution.
La Machina est un  documentaire franco-polonais réalisé par Thierry Paladino, sorti en 2010.

## Fiche technique
- Scénario et réalisation : Thierry Paladino
- Caméra : Marcin Sauter, Michał Marczak
- Son : Sébastien Crueghe
- Production : Centrala – Agnieszka Janowska, Jacek Nagłowski – Pologne
- Co-production : Les Films du Balibari – Estelle Robin-You, Emmanuelle Jacq
- Assistantes de production : Marta Golba, Élodie Paladino, Marjorie Paladino
- Financement : TVP1, Polish Film Institute, France 3, Région Provence-Alpes-Côte d'Azur, Département des Alpes Maritimes, Département de la Loire Atlantique
- Soutien : CNC, Procirep, Angoa
- Diffuseur : Thierry Detaille[4]
- Couleur / HD
- Version télé : 52 minutes
- Version cinéma : 102 minutes
- Version originale : français
- Version sous-titrée : anglais, polonais, espagnol
- Disponible en DVD (version 102 minutes) : Gorgomar
- Projections publiques ou privées : Les Films du Balibari[5]

## Distribution
- Serge Dotti
- Adrien Woodall